# Ambassad
Ambassad (från franska ambassade, av latinets ambactus 'tjänare', av keltiskt ursprung), är en diplomatisk beskickning av högsta rang från en stat eller regent till en annan stat eller regent; diplomatiskt sändebud och dess följeslagare.
Ambassad används även som beteckning på den byggnad där ambassaden har sitt högkvarter. Ibland inrymmer ambassaden även ambassadörens residens.

## Bilder av några ambassadbyggnader

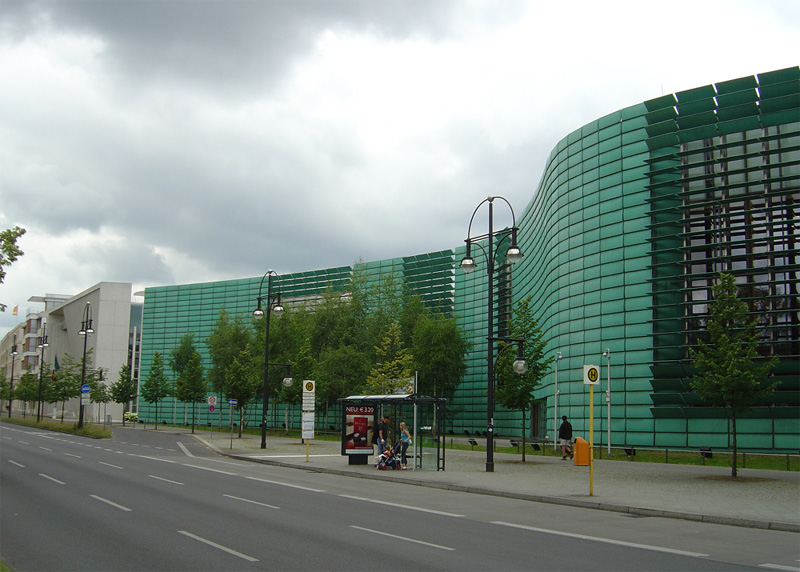
Nordiska ambassaderna i Berlin
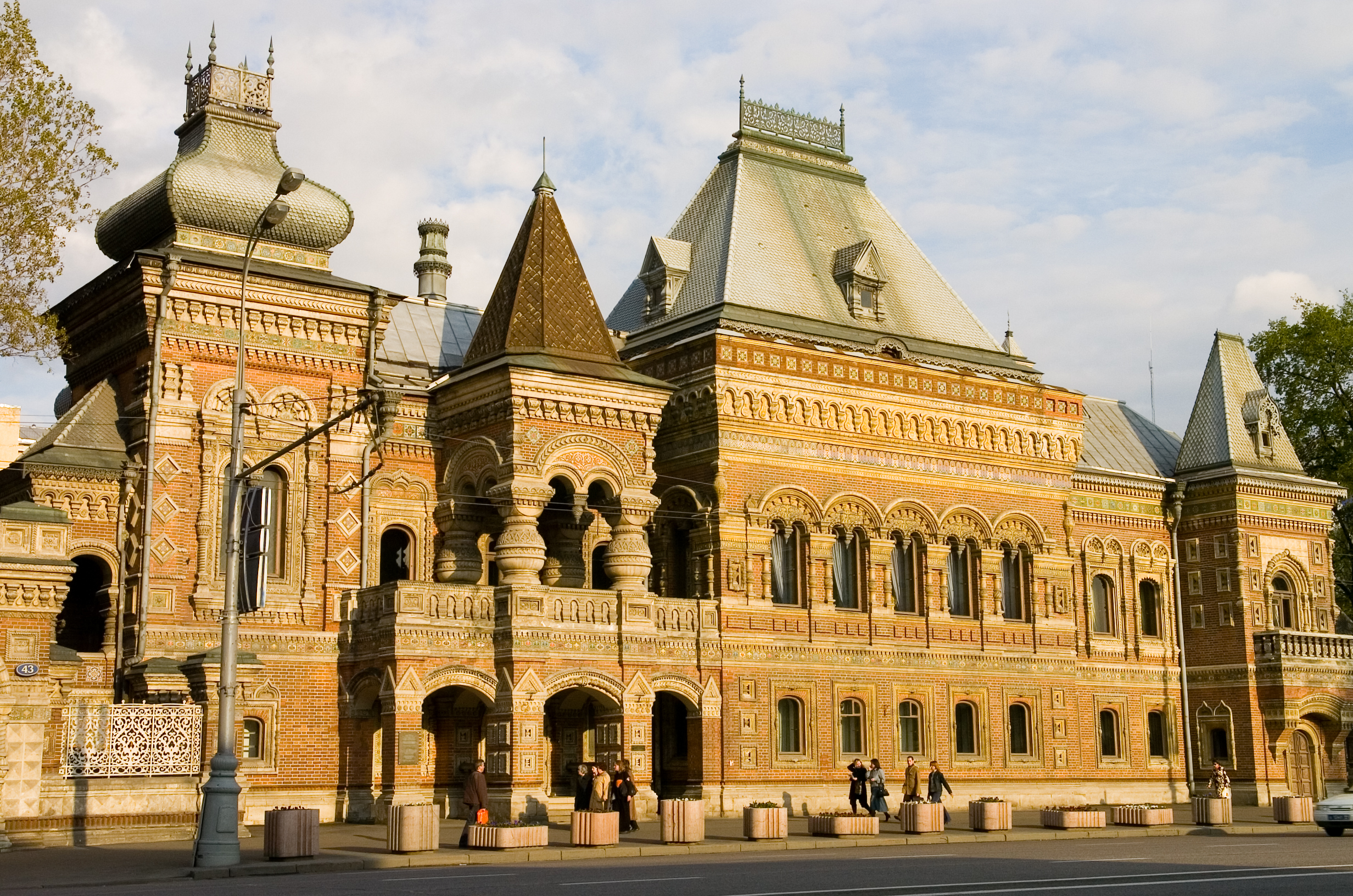
Frankrikes ambassad i Moskva.
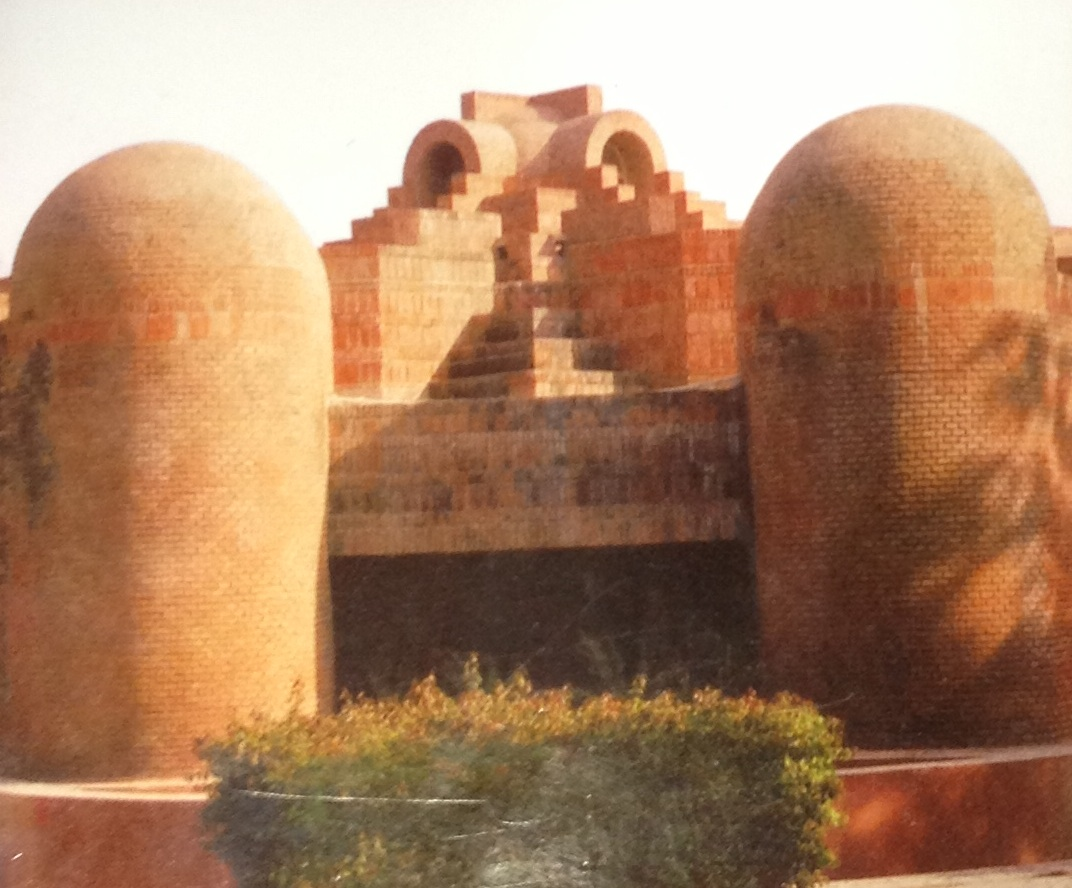
Belgiens ambassad i New Delhi
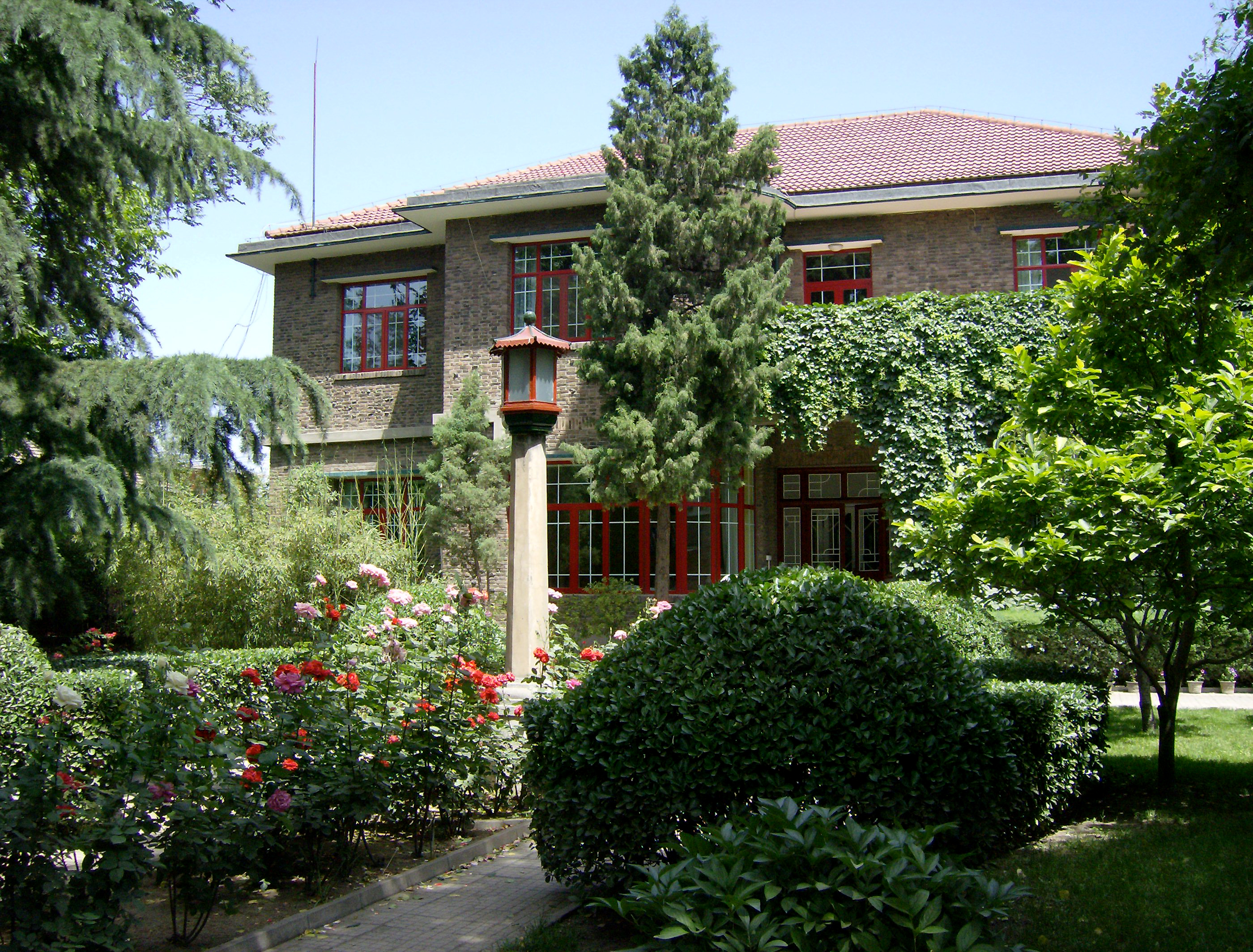
Luxemburgs ambassad i Peking
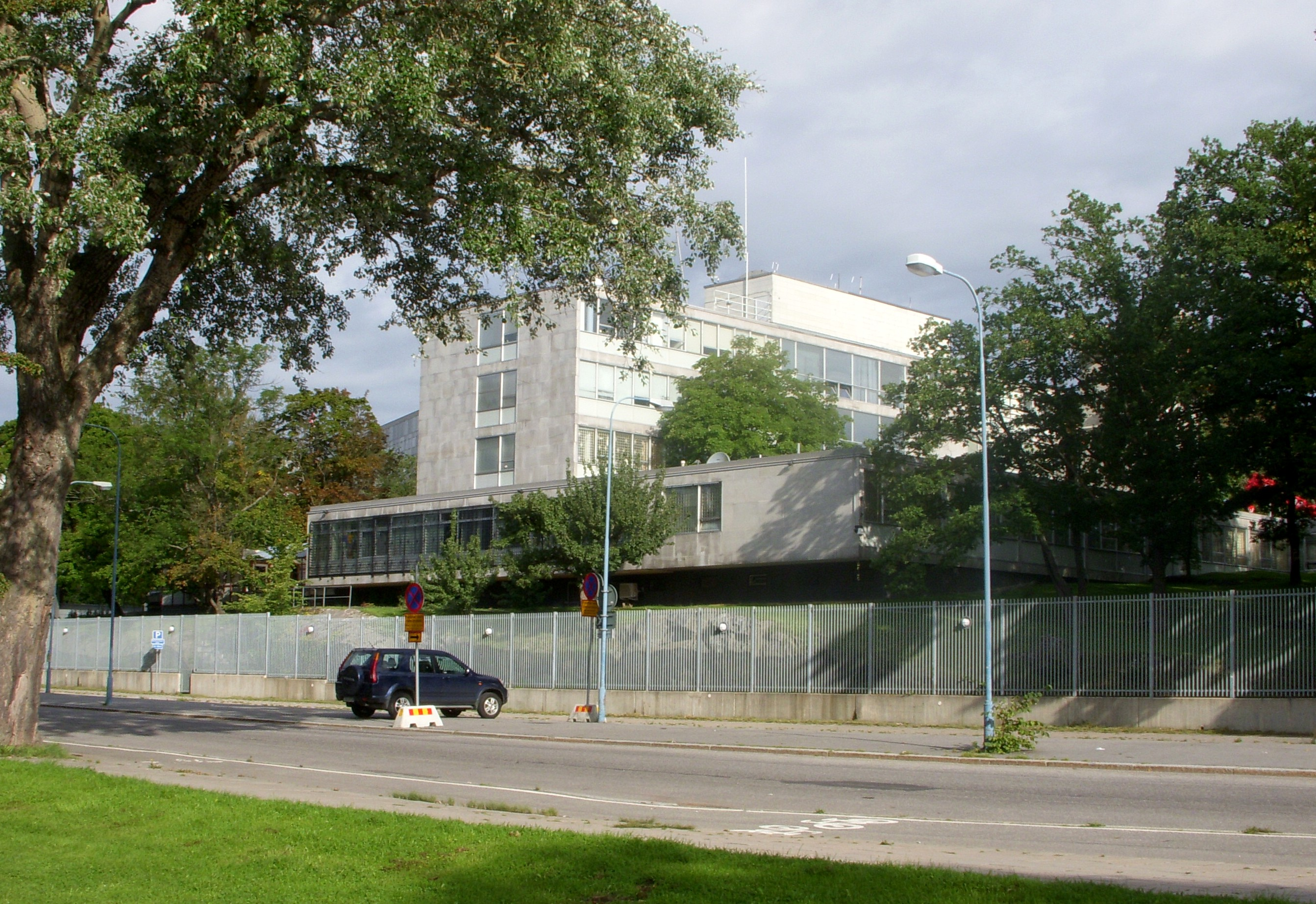
USA:s ambassad i Stockholm
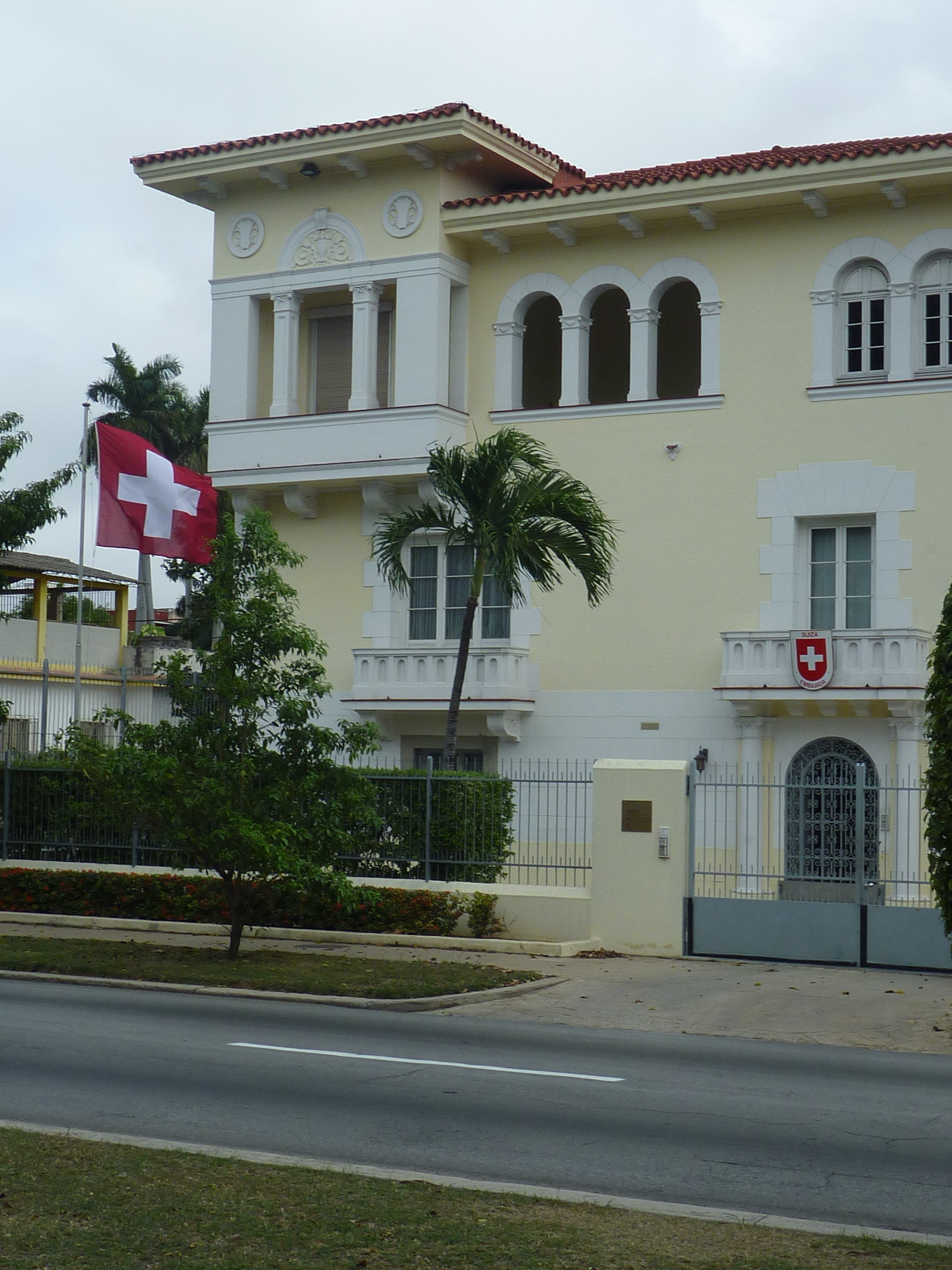
Schweiz ambassad i Havanna
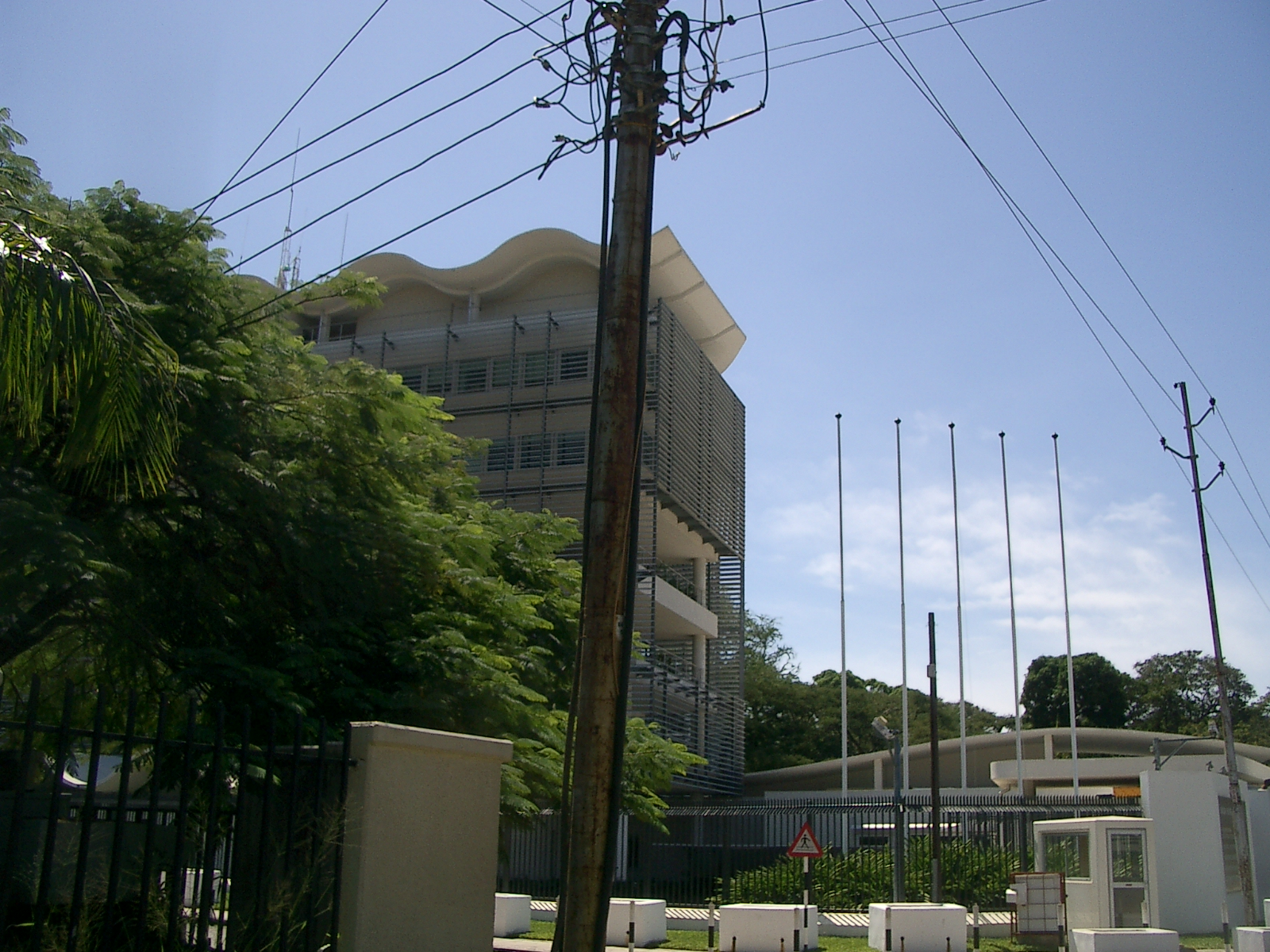
Tysklands ambassad i Dar es-Salaam i Tanzania
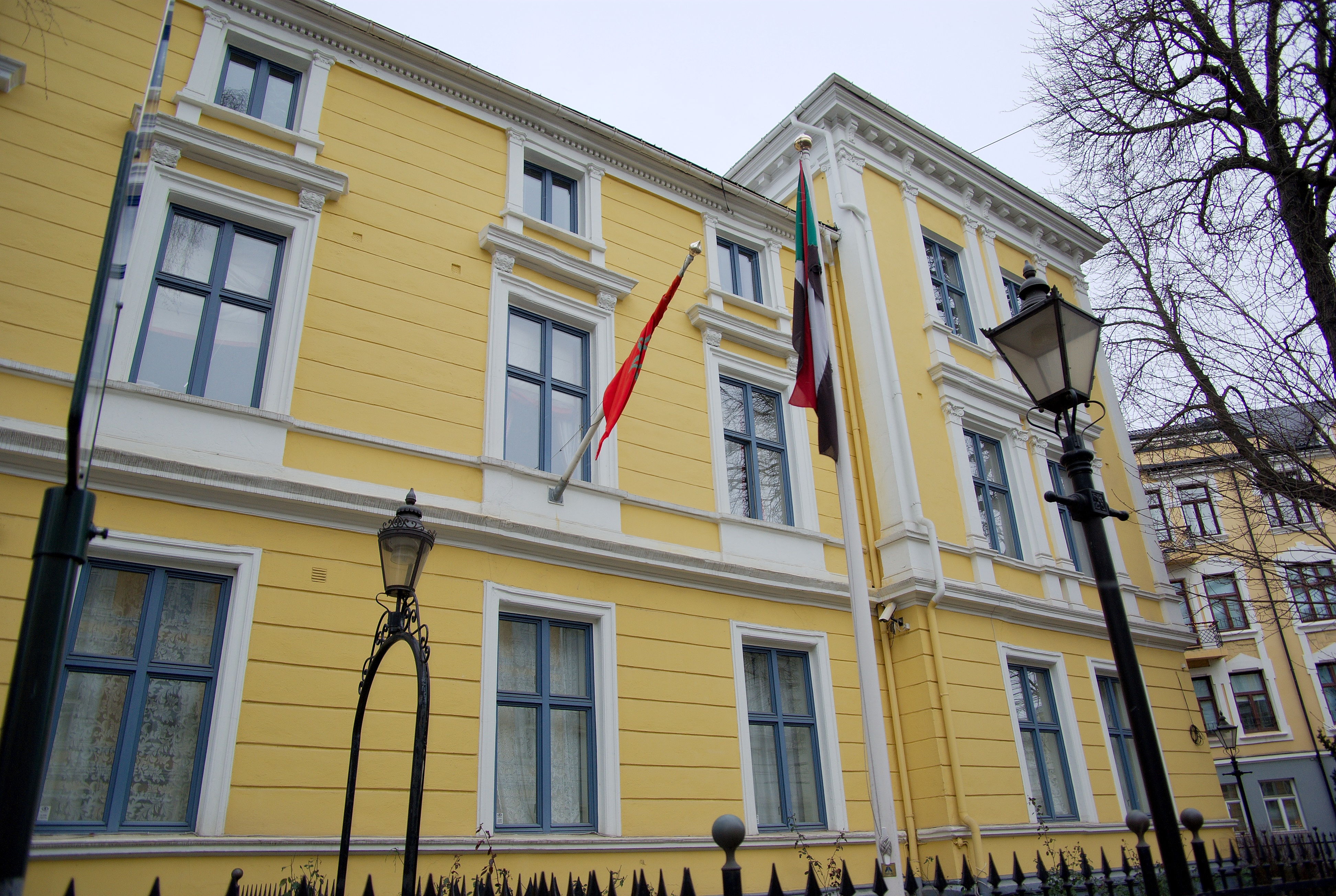
Marockos ambassad i Oslo, även Sudans ambassad ligger i samma byggnad
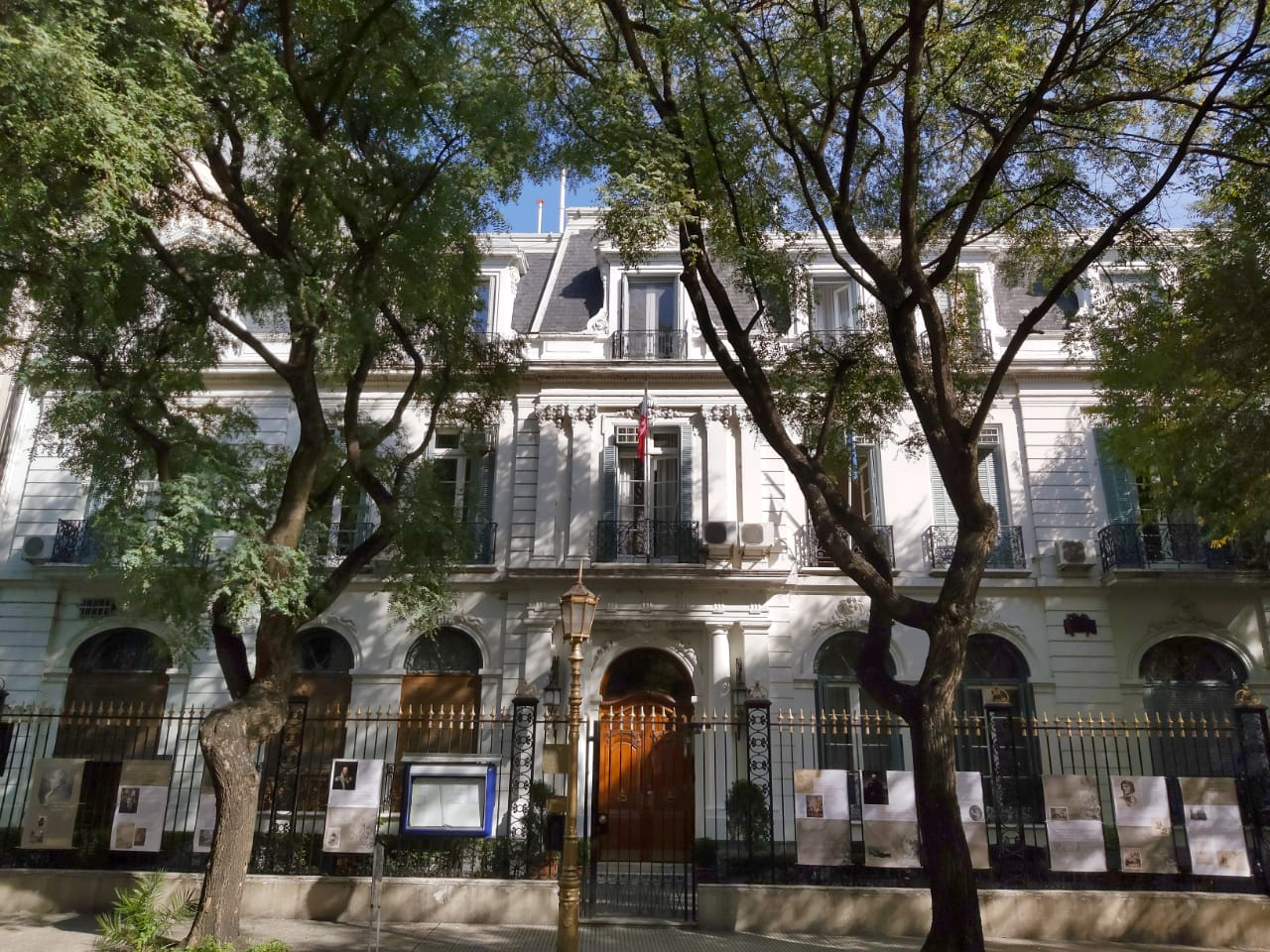
Polens ambassad i Buenos Aires
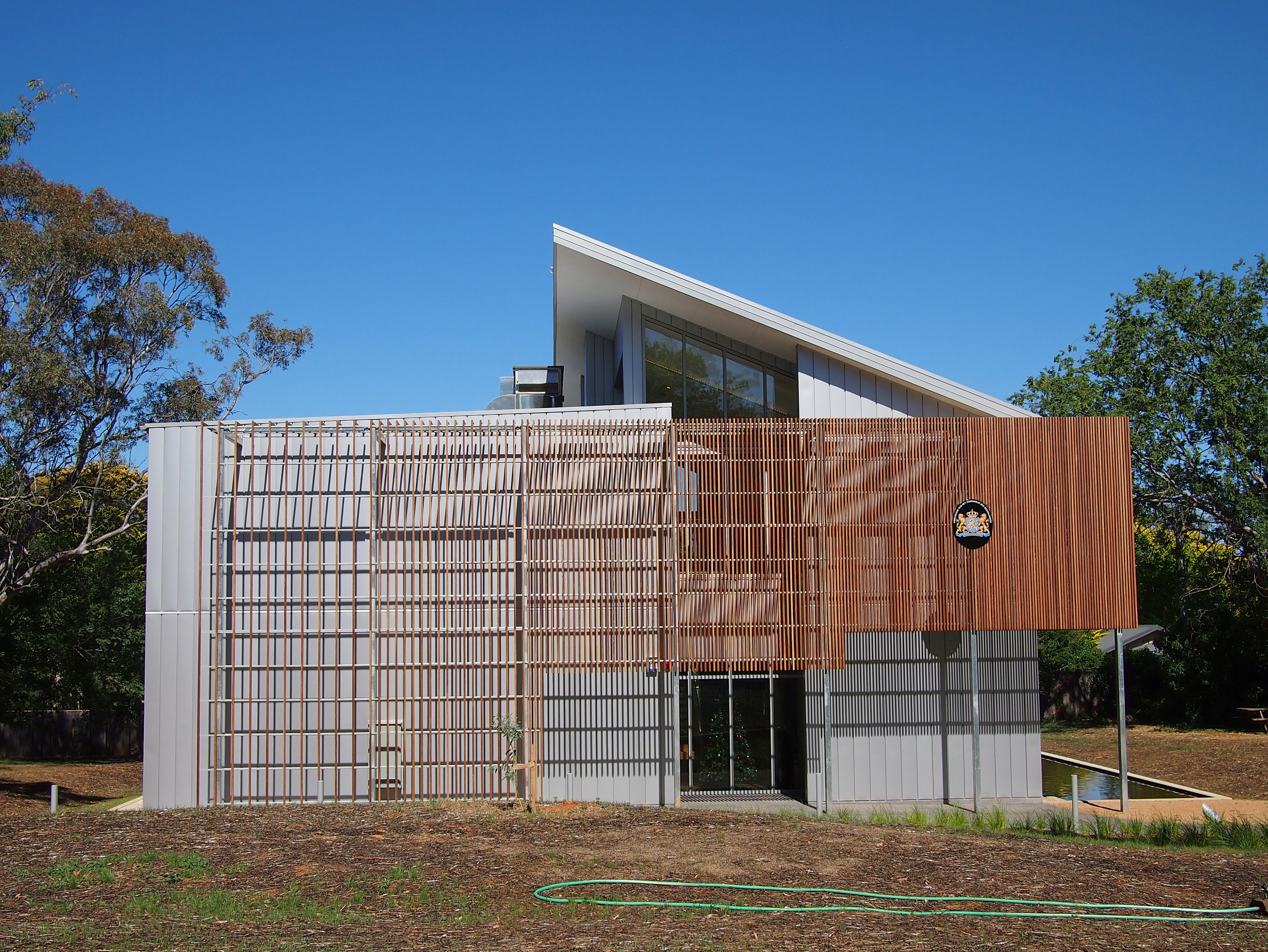
Nederländernas ambassad i Canberra
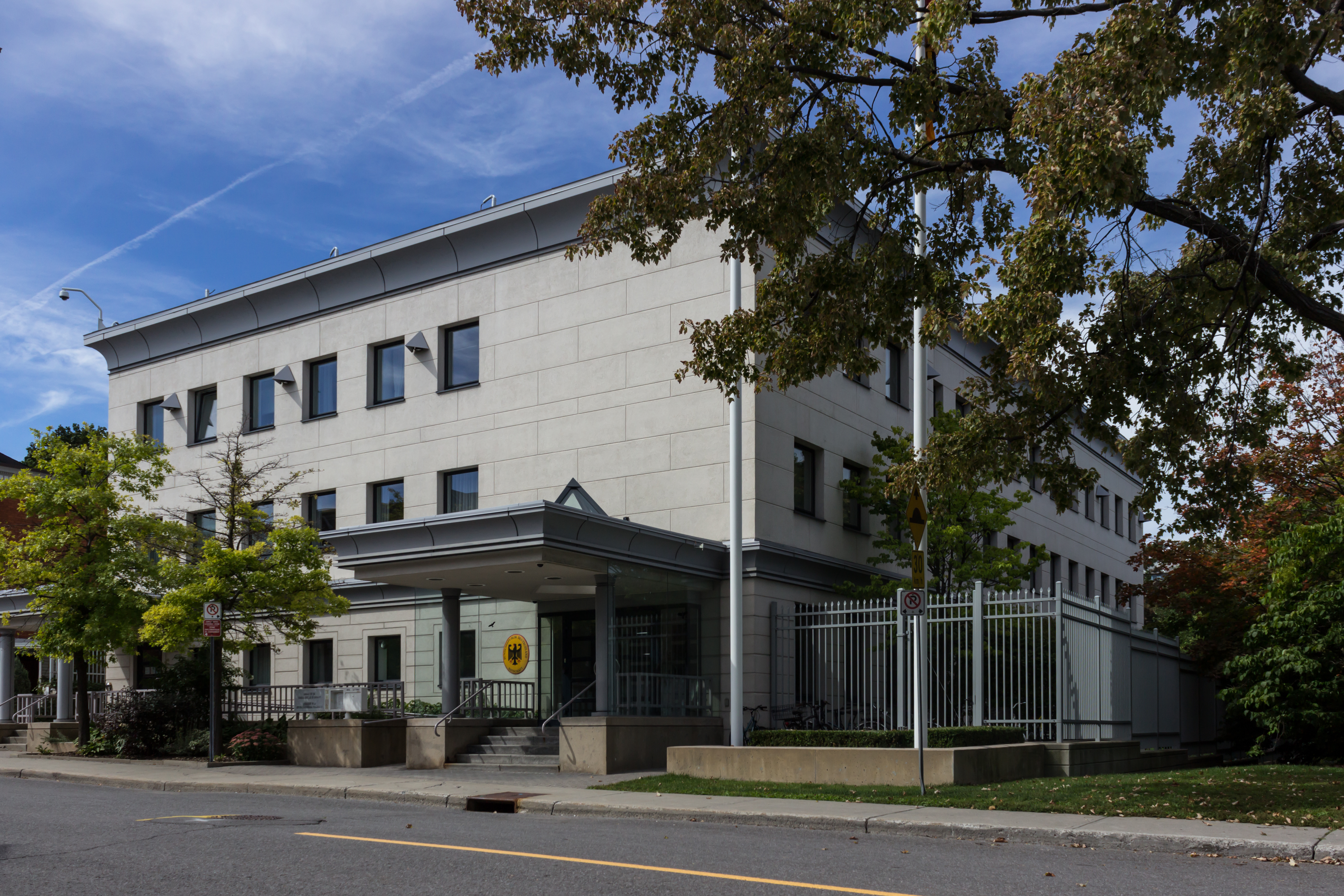
Tysklands ambassad i Ottawa
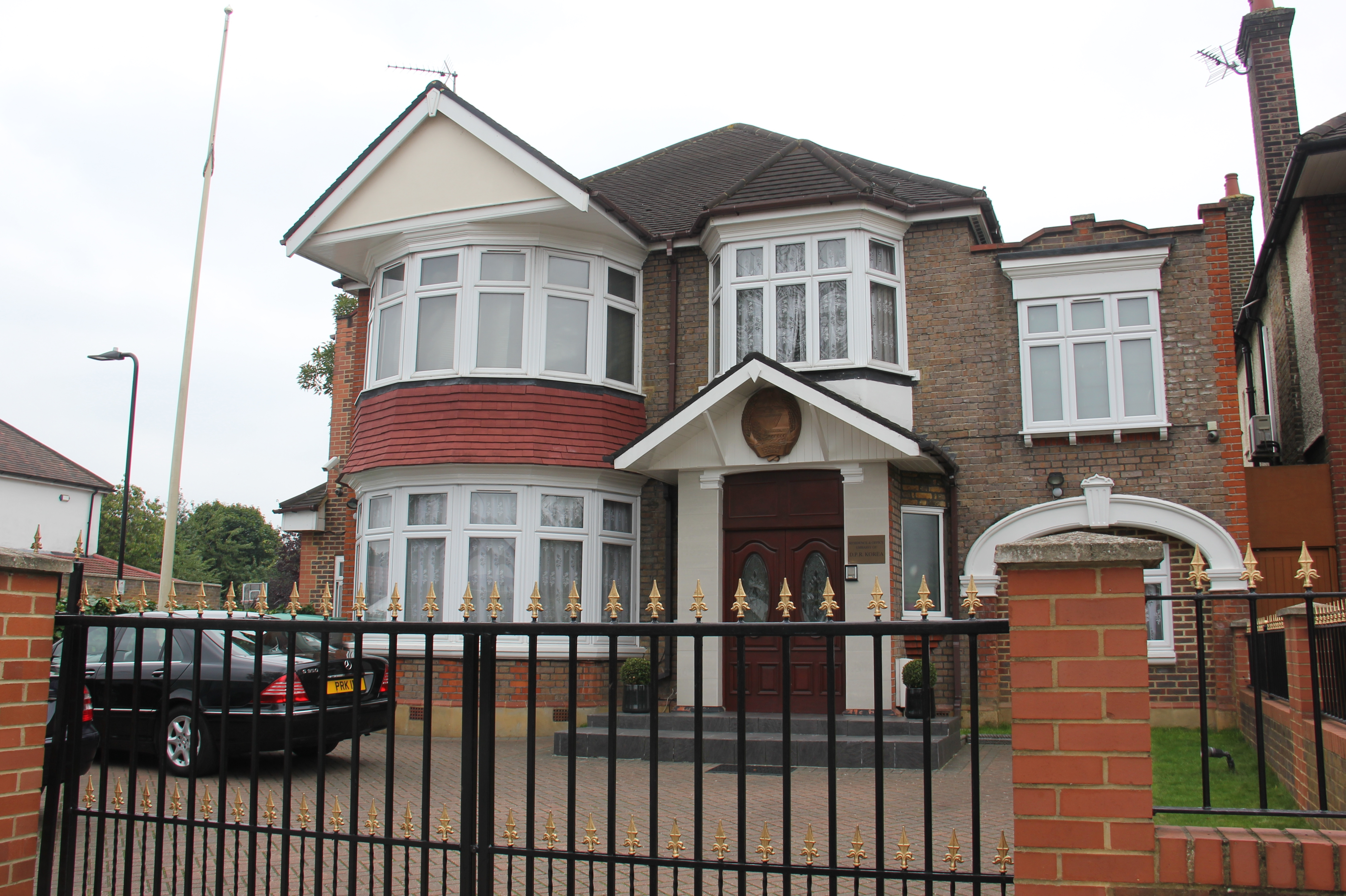
Nordkoreas ambassad i London
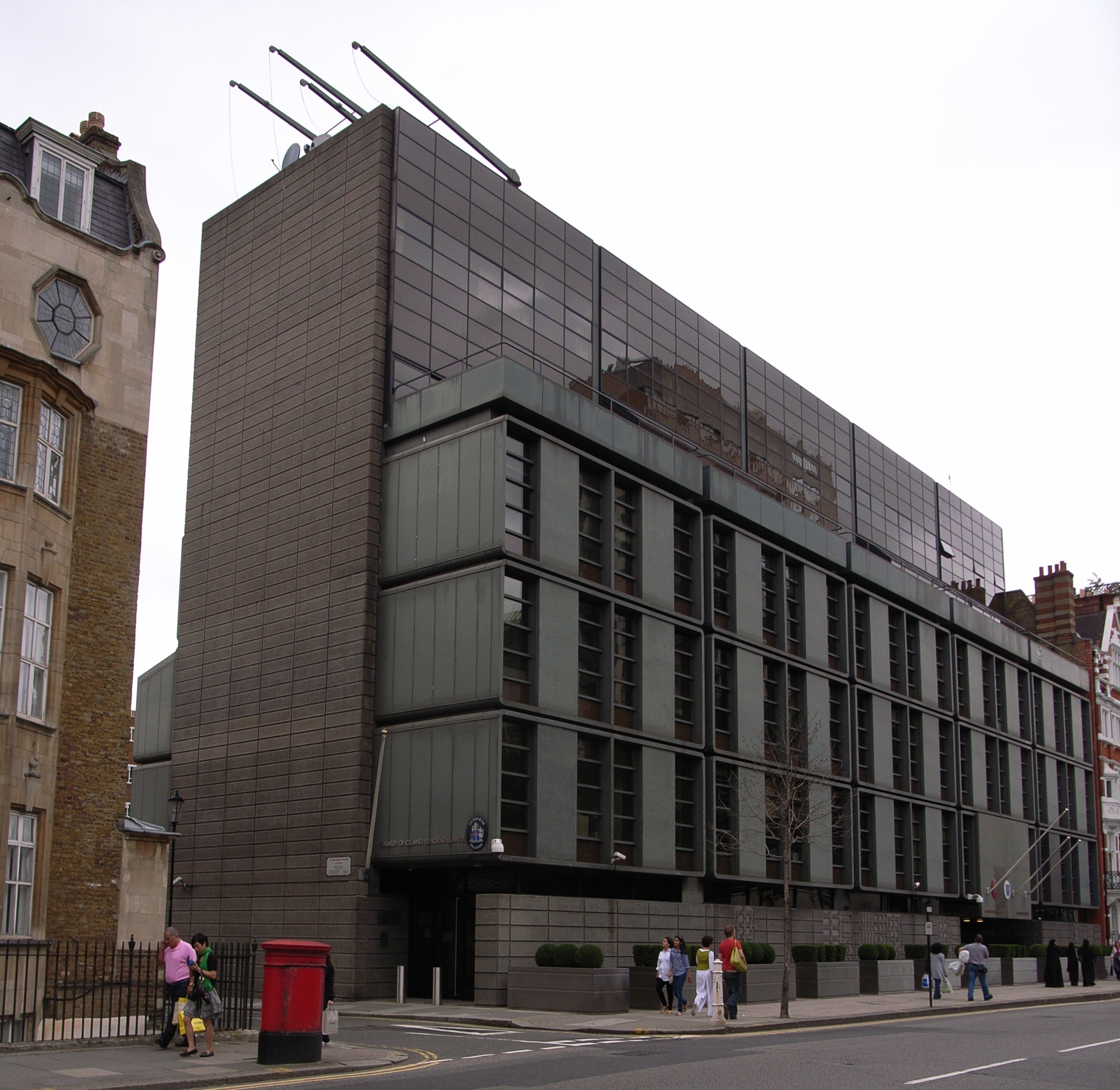
Islands ambassad i London.